# Masseube
Masseube (gaskognisch: Masseuva) ist eine französische Gemeinde mit 1525 Einwohnern (Stand 1. Januar 2022) im Südwesten des Landes. Masseube gehört zur Région Okzitanien und zum Département Gers. Die Gemeinde liegt im Arrondissement Mirande und gehört zum Kanton Astarac-Gimone. Die Einwohner heißen Massylvains.

## Geographie
Der Ort liegt etwa 24 Kilometer südlich von Auch. Durch Masseube fließt der Fluss Gers, nach dem das Département benannt wurde.

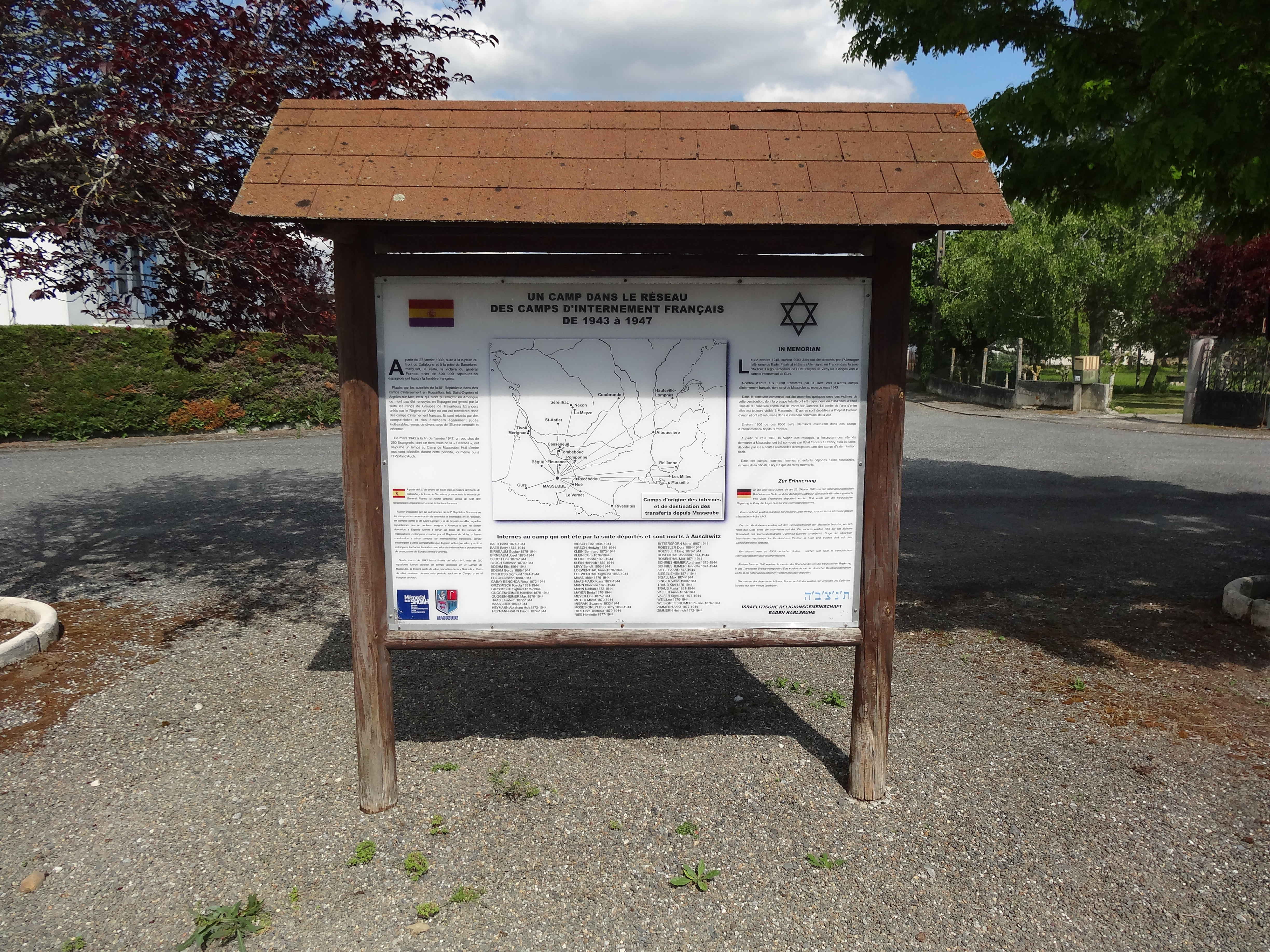
Gedenktafel Camp de Masseube

## Geschichte
Masseube ist eine Bastide, die vom Abt des Zisterzienserklosters L’Escaladieu und Graf Bernard IV. von Armagnac 1274 gegründet wurde. 
1940 wurde in Masseube ein Barackenlager eingerichtet, das offenbar zur Aufnahme französischer Binnenflüchtlinge während des Drôle de Guerre geplant war. Ob es in dieser Funktion genutzt wurde, ist nicht bekannt. Belegt ist erst wieder seine Nutzung ab dem Jahr 1943. Ab März dieses Jahres wurde es genutzt, um vor allem deutsche Juden aus Baden und der Pfalz, die im Rahmen der Wagner-Bürckel-Aktion in Internierungslager in Südfrankreich deportiert worden waren, aufzunehmen. Es waren Menschen, die den Razzien des Sommers 1942 entkommen waren und nun hauptsächlich aus dem Sammellager Nexon in das Lager von Masseube verlegt wurden.
Die Gedenktafel zeigt aber, dass aus weit mehr Lagern als Nexon Internierte nach Masseube verlegt wurden, und sie macht auch auf eine weitere Gruppe aufmerksam, die ebenfalls 1943 hier eintraf. Es handelte sich um etwa 250 Menschen, die nach dem Ende des Spanischen Bürgerkriegs im Camp de Gurs interniert worden waren und im März 1943 ebenfalls nach Masseube überstellt wurden.
Bereits im Sommer 1943 wurden von den jüdischen Internierten viele schon wieder in andere Lager verbracht. In Masseube blieben etwa 200, teilweise bis Ende 1945. Auch von den Spanienflüchtlingen blieben mehrere Dutzend bis Kriegsende in Masseube. Die Gedenktafel macht aber auch darauf aufmerksam, dass von den in Masseube internierten Juden eine größere Anzahl nach Auschwitz deportiert und dort ermordet wurden.
Von 1945 bis 1948 wurde der Ort zu einem Zentrum für die Umgruppierung von Internierten, hauptsächlich Spaniern, bevor es von 1948 an als Ferienlager genutzt wurde.
| 1962 | 1968 | 1975 | 1982 | 1990 | 1999 | 2006 | 2018 |
| ---- | ---- | ---- | ---- | ---- | ---- | ---- | ---- |
| 1230 | 1316 | 1309 | 1376 | 1453 | 1391 | 1519 | 1509 |

## Sehenswürdigkeiten
- Kirche Saint-Christophe (erbaut gegen Ende des 13. Jahrhunderts)
- Fachwerkhäuser an der Promenade (seit 1979 Monument historique)

## Persönlichkeiten
- Jean-Marie Ducos (1758–1843), Politiker